# Elezioni europee del 2009 in Slovenia
Le elezioni europee del 2009 in Slovenia si sono tenute il 7 giugno.

## Risultati
| Liste      | Liste                                                     | Gruppo     | Voti    | %      | Seggi |
| ---------- | --------------------------------------------------------- | ---------- | ------- | ------ | ----- |
|            | Partito Democratico Sloveno (SDS)                         | PPE        | 123.563 | 26,66  | 2     |
|            | Socialdemocratici (SD)                                    | S&D        | 85.407  | 18,43  | 2     |
|            | Nuova Slovenia - Partito Popolare Cristiano (N.Si)        | PPE        | 76.866  | 16,58  | 1     |
|            | Democrazia Liberale di Slovenia (LDS)                     | ALDE       | 53.212  | 11,48  | 1     |
|            | Zares                                                     | ALDE       | 45.238  | 9,76   | 1     |
|            | Partito Democratico dei Pensionati della Slovenia (DeSus) | -          | 33.292  | 7,18   | -     |
|            | Partito Popolare Sloveno (SLS)                            | -          | 16.601  | 3,58   | -     |
|            | Partito Nazionale Sloveno (SNS)                           | -          | 13.227  | 2,85   | -     |
|            | Partito della Gioventù - Verdi Europei (SMS-Zeleni)       | -          | 9.093   | 1,96   | -     |
|            | Verdi di Slovenia (ZS)                                    | -          | 3.382   | 0,73   | -     |
|            | Lista Indipendente per i Diritti dei Pazienti             | -          | 2.064   | 0,45   | -     |
|            | Cristiani Socialisti di Slovenia                          | -          | 1.527   | 0,33   | -     |
| Totale     | Totale                                                    | Totale     | 463.472 | 100,00 | 7     |
| Voti nulli | Voti nulli                                                | Voti nulli | 18.586  |        |       |
| Votanti    | Votanti                                                   | Votanti    | 482.058 |        |       |

- Nel 2011, con l'entrata in vigore del Trattato di Lisbona, il Partito Democratico Sloveno ha ottenuto il nuovo seggio, portando il proprio numero di seggi a 3.